# Push the Button
Push the Button är en låt framförd av Teapacks. Den är skriven av Kobi Oz.
Låten var Israels bidrag i Eurovision Song Contest 2007 i Helsingfors i Finland. I semifinalen den 10 maj slutade den på tjugofjärde plats med 17 poäng vilket inte var tillräckligt för att gå vidare till finalen.